# Palazzo Zanderighi
Palazzo Zanderighi si trova in via Roma ad Ala, in provincia di Trento; risale al XVI secolo, e dal 1985 ospita la Biblioteca comunale.

## Storia e descrizione
Il nucleo più antico di Palazzo Zanderighi è la parte che si affaccia su via Roma, a pochi passi da Piazza S. Giovanni. Sulla facciata un affresco del 1528 rappresenta la Madonna con santa Caterina, san Rocco, sant'Antonio e santa Lucia, quest'ultima patrona della vista e dei Vellutai Alensi.
Il 18 novembre 1565 gli Zanderighi ospitarono il Cardinale Carlo Borromeo nella stanza con finestra protetta da inferriata. Il Cardinale era in viaggio verso Trento per conoscere le sorelle dell'Imperatore Massimiliano II d’Asburgo, condotte dal fratello Carlo V d'Asburgo in spose agli Este di Ferrara e ai Medici di Firenze. Questo evento viene ricordato nella stanza dove pernottò il futuro Santo con un ciclo di affreschi raffiguranti paesaggi e giardini.
Nel corso del XVIII secolo la famiglia Zanderighi lo cedette in momenti diversi ai nobili Gresta fino a quando, nel 1753, questi ultimi ne diventarono gli unici proprietari. Nel corso degli anni vennero effettuati vari interventi di ampliamento e ristrutturazione, tra la fine del Settecento e i primi anni dell'Ottocento vennero aggiunti i loggiati interni. Ad oggi è mantenuto lo stile barocco nella facciata: è austera e leggermente concava con finestre a cimasa sormontate da sfere ed un imponente portale marmoreo.
Nel 1887 il palazzo venne venduto alla Congregazione di Carità per essere destinato ad orfanotrofio ed asilo infantile. La famiglia dei nobili Malfatti ne sosteneva le attività con elargizioni benefiche, per questo motivo l'istituto venne a loro intitolato e sono ricordati con una targa in marmo posta nell'atrio ed una sulla facciata. L'orfanotrofio svolse la sua funzione fino al 1930, poi l'opera viene chiusa per mancanza di fondi. L'asilo infantile "de Malfatti", gestito per molti anni dalle suore, continuò ad esistere ed a rinnovarsi fino a quando, nei primi anni ottanta, cambiò sede. Nel 1985 nel palazzo viene trasferita la Biblioteca comunale.
La Biblioteca Civica sorse nel 1866 una delle più importanti del Trentino con quasi 60.000 volumi dei quali 20.000 di rilevante interesse storico appartenenti al Fondo di Conservazione.